# (12001) Gasbarini
(12001) Gasbarini est un astéroïde de la ceinture principale découvert le 1er mars 1996 par le projet Spacewatch à l'Observatoire de Kitt Peak.

## Caractéristiques
Sa distance minimale d'intersection de l'orbite terrestre est de 2,001 710 ua.